# The Ranchero's Revenge
The Ranchero's Revenge er en amerikansk stumfilm fra 1913 af D. W. Griffith.

## Medvirkende
- Lionel Barrymore
- Harry Carey
- Claire McDowell
- Clarence Barr